# Giornale aziendale
Il giornale aziendale è un giornale pubblicato da un'azienda e che ha come argomento principale l'azienda stessa.
Questi giornali possono essere di due tipi:
- un giornale aziendale interno è rivolto principalmente ai dipendenti e tratta argomenti che possono interessare il personale, come informazioni sull'organizzazione interna, le novità e i prodotti.
- un giornale aziendale esterno è invece rivolto ai clienti reali o potenziali, ai rivenditori e in generale alle persone interessate all'azienda. In questo caso gli argomenti trattati saranno più focalizzati sui prodotti e sullo sviluppo dell'azienda sul mercato.

Pur essendo spesso ben curati nei testi e nella stampa, vengono normalmente considerati dalle biblioteche come pubblicazioni effimere e classificati nella letteratura grigia, insieme ad altro materiale minore come rapporti, tesi, calendari, ecc..